# Roccascalegna
Roccascalegna är en ort och kommun i provinsen Chieti i regionen Abruzzo i Italien. Kommunen hade 1 162 invånare (2018).